# 渭滩站
渭滩站是一个陇海线上的已撤销铁路车站，位于甘肃省天水市麦积区渭滩。